# محمد سعيد الزعوري
محمد سعيد حسن الزعوري (و.1969) سياسي يمني، من مواليد محافظة لحج، يشغل منصب وزير الشؤون الإجتماعية والعمل في حكومة معين منذ 18 ديسمبر 2020.

## المؤهلات العلمية
- بكالوريوس في الجغرافيا من جامعة عدن 1995.
- الماجستير في مناهج وطرائق تدريس من جامعة عدن 2008.
- دكتوراه في فلسفة التربية من كلية التربية – جامعة عدن - تخصص مناهج وطرائق تدريس عام 2014م .
- عضو الهيئة التدريسية كلية التربية - طور الباحة - جامعة عدن ( معيد – مدرس – استاذ مساعد )  2001م – ٢٠١٥م .  
- رئيساً لقسم التربية وعلم النفس في كلية التربية طور الباحة جامعة عدن بقرار رئيس جامعة عدن رقم 750 لعام 2014م .
-أستاذ مساعد بقرار رئيس جامعة عدن رقم 124 لسنة 2015م.
-مديراً عاماً لمكتب للإعلام محافظة لحج من عام 2016م – 2017م .
- مديرا لمكتب التربية والتعليم محافظة لحج 2017م – 2020م .